# دييب باي تاون
دييب باي تاون هي مدينة في ابرشية سانت جون كيبستيري، وسانت كيتس ونيفيس. فهي أقدم مدينة تأسست من أي وقت مضى من قبل الأوروبيين في شرق البحر الكاريبي، فأنشئت في عام 1538. وهي أيضاً البلدة الأصلية الوحيدة التي نجت قبل أسابيع قليلة من حتي تدمير الإسبان لها، ولكن أعيد تأسيسها في 1625، من قبل المستوطنين الفرنسيين بقيادة بيير دي إسنابوك. ومن المشاركين في رأس المال من الرعية مع السراجون ؛و كان الجزء الشمالي من الرعية يحكمها فرنسا، في منطقة سانت كيبستيري دي كريستوف، والتي كانت عاصمة دييب. وقضي الجزء الجنوبي من الرعية إلى المملكة المتحدة، في سانت كريستوفر البريطانية، التي كانت عاصمتها الرعية في السراجون. وظل كلا من العاصمتين وعندما تولت بريطانيا السيطرة الكاملة على الجزيرة في عام 1713.